# Alexandr Savko
Alexandr Ivanovich Savko –en ruso, Александр Иванович Савко– (Svislach, 9 de enero de 1967) es un deportista bielorruso que compitió en lucha libre. Ganó una medalla de bronce en el Campeonato Europeo de Lucha, en la categoría de 82 kg.

## Palmarés internacional
| Campeonato Europeo | Campeonato Europeo | Campeonato Europeo | Campeonato Europeo |
| Año                | Lugar              | Medalla            | Categoría          |
| ------------------ | ------------------ | ------------------ | ------------------ |
| 1993               | Estambul (Turquía) | Medalla de bronce  | 82 kg              |